# Cook (Mondkrater)
Cook ist ein Einschlagkrater auf der Mondvorderseite am südwestlichen Rand des Mare Fecunditatis, südöstlich des Kraters Colombo und nordöstlich von Monge.
Der Kraterrand ist erodiert und das Innere von den Laven des Mare aufgefüllt.
| Buchstabe | Position           | Durchmesser | Link |
| --------- | ------------------ | ----------- | ---- |
| A         | 17,79° S, 49,18° O | 6 km        |      |
| B         | 17,33° S, 51,6° O  | 9 km        |      |
| C         | 18,22° S, 51,25° O | 5 km        |      |
| D         | 20,21° S, 53,35° O | 5 km        |      |
| E         | 18,45° S, 55,07° O | 5 km        |      |
| F         | 17,63° S, 55,34° O | 7 km        |      |
| G         | 18,97° S, 48,66° O | 10 km       |      |

Der Krater wurde 1935 von der IAU nach dem englischen Entdecker James Cook offiziell benannt.